# 丸墓山古墳
丸墓山古墳（まるはかやまこふん）は、埼玉県行田市埼玉にある古墳。形状は円墳。埼玉古墳群を構成する古墳の1つ。国の特別史跡に指定されている（特別史跡「埼玉古墳群」のうち）。
日本最大規模の円墳であり、また埼玉古墳群の大型古墳で登ることができるのは、稲荷山古墳と丸墓山古墳のみである。

## 概要
直径105.0メートル、高さ17.2メートル。
遺骸を納めた石室など埋葬施設の主体部は未調査だが、墳丘表面を覆っていた葺石や、円筒埴輪、人物埴輪などの埴輪類が出土しており、これらの出土遺物の型式から築造年代は6世紀の前半と考えられている。
1985年（昭和60年）から1987年（昭和62年）にかけ墳頂部と墳丘東側を中心に整備が行われた。また、周濠の一部が復元されている。

## 歴史
1590年（天正18年）、小田原征伐に際して、忍城攻略の命を受けた石田三成が丸墓山古墳の頂上に陣を張った。三成は忍城を水攻めするため、丸墓山を含む半円形の石田堤を28 kmほど築いた。丸墓山から南にまっすぐ伸びている道路は、この堤の名残である。
『新編武蔵風土記稿』に麿墓山（まろはかやま）として記載があるほか、様々な書物に多くの伝説を残している。

## 風景
丸墓山古墳とその周辺は桜の名所として親しまれている。60年ほど前に地元の有志が植えた墳頂の桜の巨木は、2018年10月の台風24号の強風で五本ある内の一本が倒れ、史跡保存の観点から後継樹の植樹は行なわれない方針である。

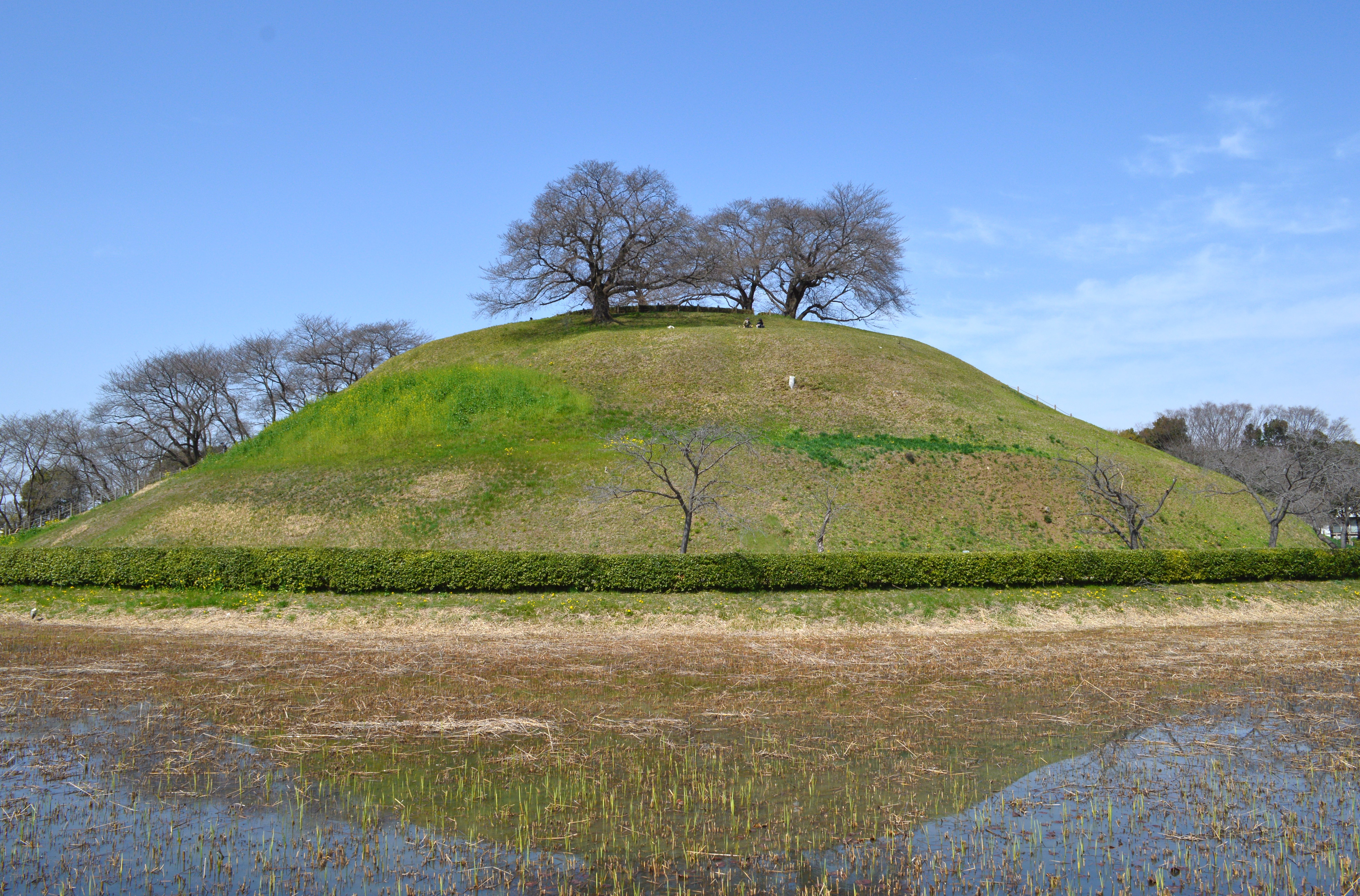
墳丘・周濠
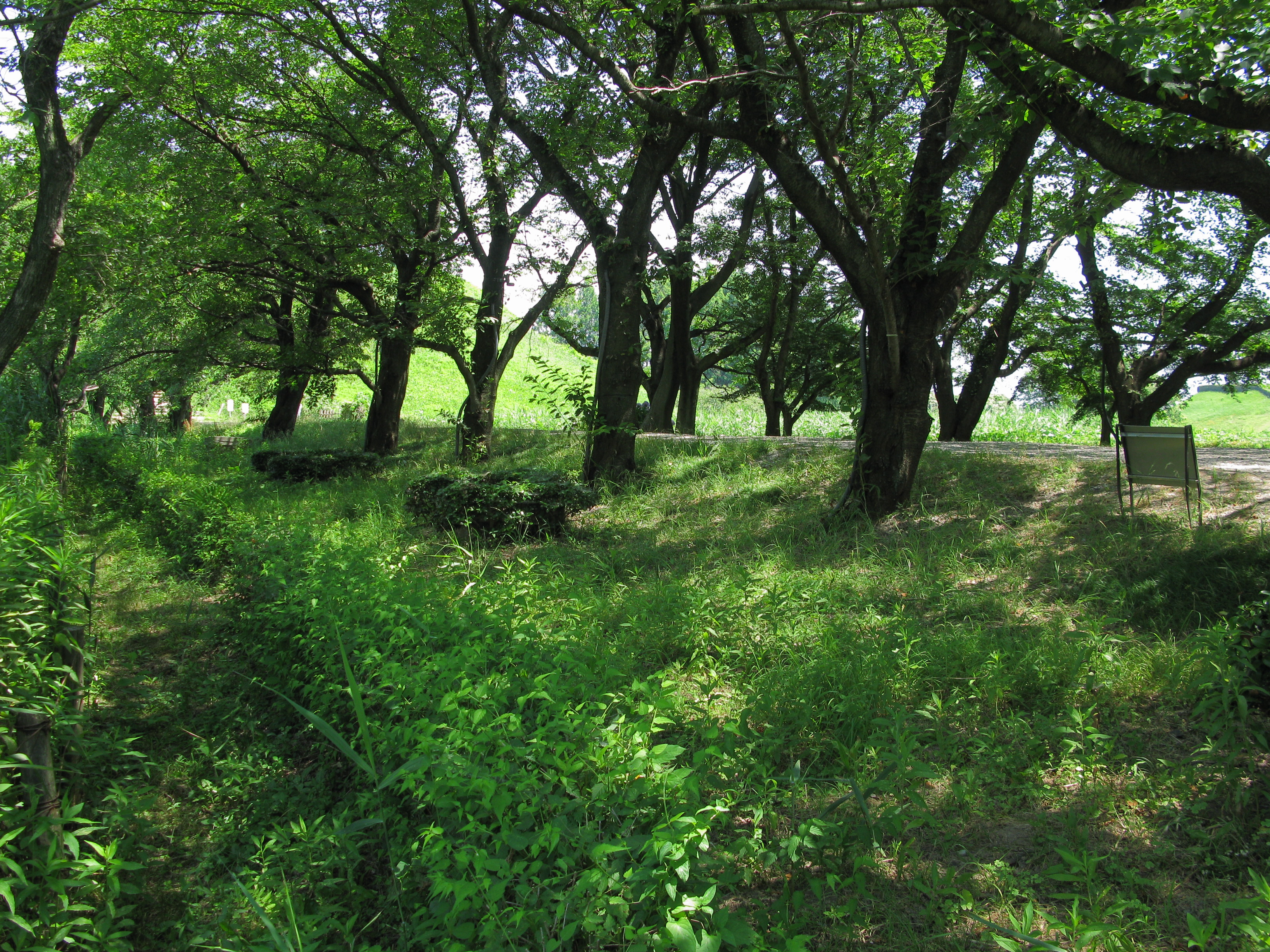
石田堤
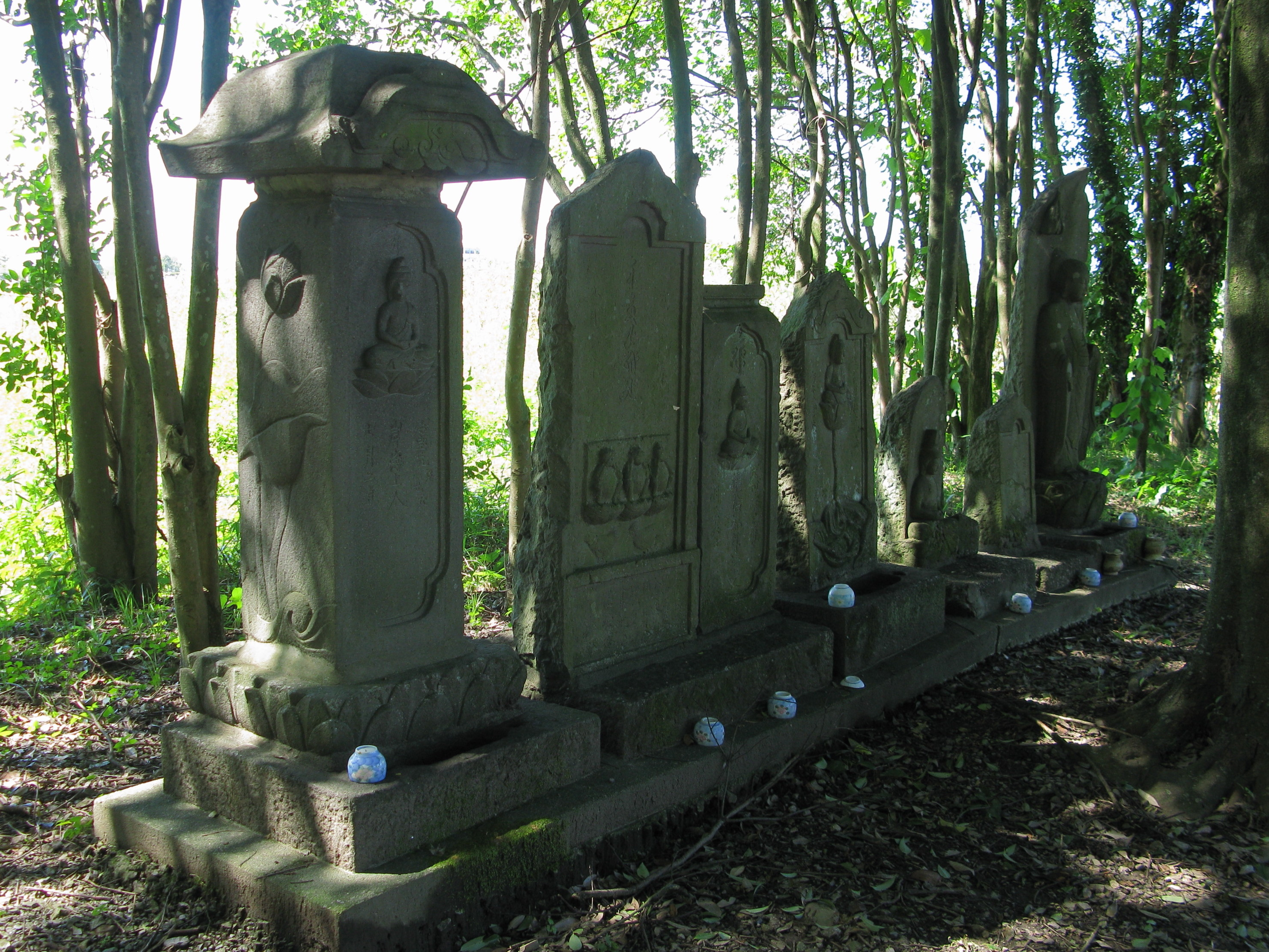
古墳脇にある石仏群。元々は墳頂に建てられていた[5]。
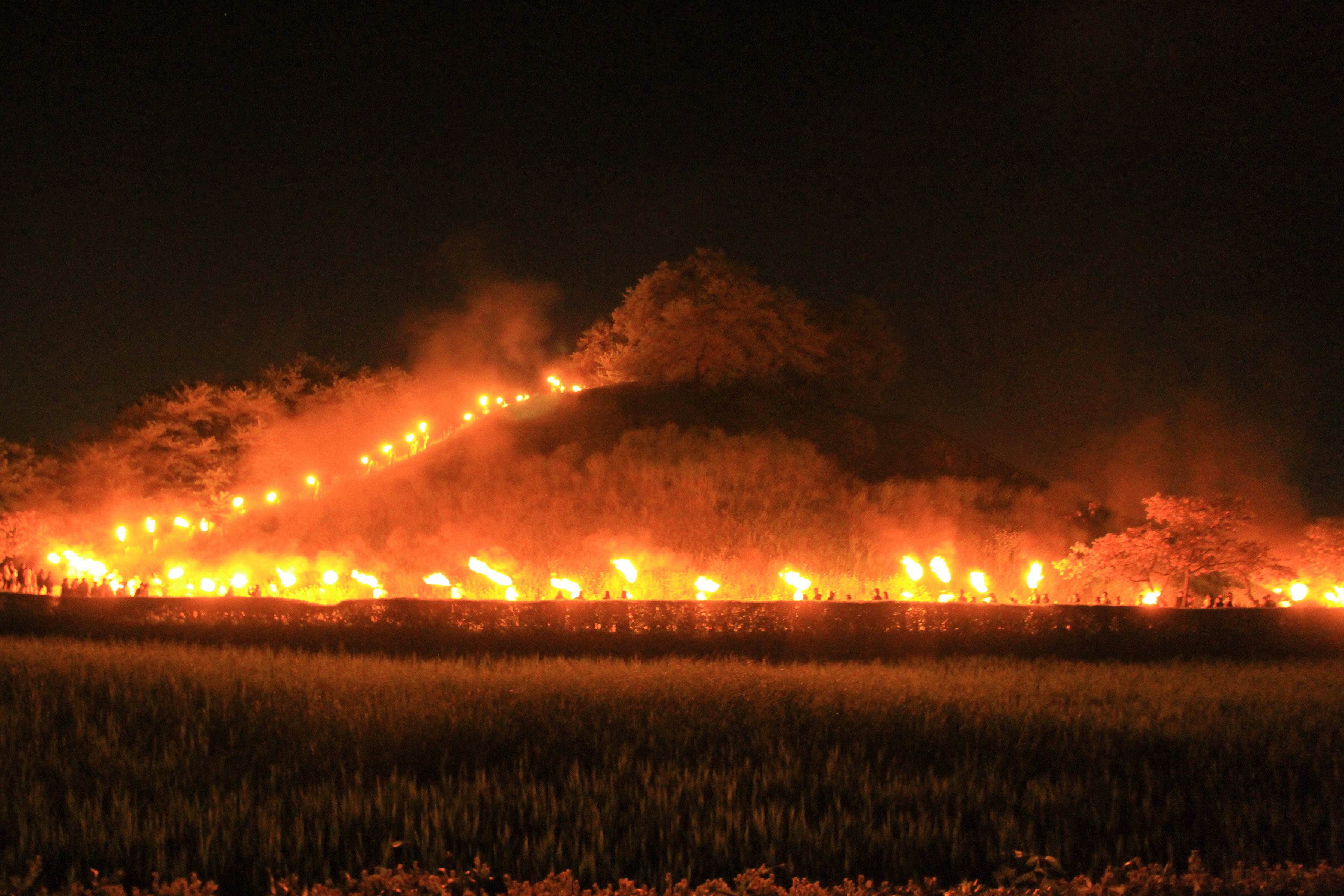
さきたま火祭りの御神火下り